# Pobeda (Saràtov)
|  | Per a altres significats, vegeu «Pobeda». |

Pobeda (en rus: Победа) és un poble (un possiólok) de l'óblast de Saràtov, a Rússia, segons el cens del 2010 tenia 66 habitants. Pertany al districte municipal de Khvalinsk.